# 劇団 短距離男道ミサイル
劇団 短距離男道ミサイル（げきだん たんきょりだんどうみさいる）は、日本の劇団（現MICHInoX）。2011年結成、2024年改称。

## 概要
2011年4月、東日本大震災直後に「仙台、東北、そして日本を笑顔にしたい」という想いの元、仙台の若手男性俳優（当時）によって「短距離男道ミサイル」として結成された。
当初はパフォーマンスユニットして結成され、2014年に劇団化。初代代表は佐川誠（2014年より本田椋が就任）、演出を澤野正樹（2019年退団）が担当。2018年度まで劇団公演の作・総合演出を担当した。
2017年6月、「CoRich舞台芸術まつり!2017春」にて『母さん、たぶん俺ら、人間失格だわ～キャンピングカーで巡る真冬の東北二十都市挨拶周りツアー♨️いいか、お前ら事故るなよ、ぜったい事故るなよ！！編～』がグランプリを受賞。
2018年3月、若手演出家コンクール2017にて『走れタカシ～僕が福島まで走った理由(わけ)～』が最優秀賞・観客賞をW受賞。
2019年以降は、運営形態を再編成し、作・演出は主に本田が担当している。
2024年5月、劇団名をMICHInoX（ミチノークス）に改称。
改称に伴い、武者匠が代表に就任。劇作・演出は引き続き主に本田が担当する。